# Wasilij Wasiljew (wojskowy)
Wasilij Pietrowicz Wasiljew, ros. Василий Петрович Васильев (ur. 12 grudnia?/24 grudnia 1896 w Petersburgu, zm. 19 października 1942 w Ussuryjsku) – radziecki generał porucznik.

## Życiorys
W 1915 roku powołany do armii rosyjskiej. Brał udział w I wojnie światowej walcząc na Froncie Południowo-Zachodnim. W 1916 roku ukończył Oraninbaumską Szkołę Podchorążych. Był dowódcą plutonu, kompanii.
W 1918 roku wstąpił do Armii Czerwonej. Brał udział w walkach na Froncie Południowym i Północnym. Był kolejno dowódcą kompanii, batalionu, pomocnikiem dowódcy i dowódca pułku, dowódcą dywizji strzeleckiej i brygady. W 1921 roku został szefem wydziału zwiadu 42 Dywizji Strzeleckiej, a w 1922 szefem wydziału operacyjnego sztabu Armii Karelskiej.
W okresie międzywojennym kolejno: zastępca szefa wydziału operacyjnego, szef wydziału wyszkolenia bojowego 1 Korpusu Strzeleckiego. W 1926 roku ukończył kurs doskonalący dla oficerów zwiadu. Następnie szef wydziału zwiadowczego, a następnie szef sztabu 1 Korpusu Strzeleckiego.
W 1931 roku został dowódcą 56 Dywizji Strzeleckiej. W 1933 ukończył w trybie zaocznym Akademię Wojskową im. Frunzego. W latach 1935–1937 ponownie był oficerem w sztabie 1 Korpusu Strzeleckiego.
W styczniu 1937 roku został dowódcą 24 Dywizji Strzeleckiej, następnie w czerwcu 1938 roku dowódcą Samodzielnego Korpusu Strzeleckiego i od września 1939 roku dowódcą Północnej Grupy Armijnej.
W czerwcu 1940 roku został dowódcą Samodzielnego Korpusu Strzeleckiego na Dalekim Wschodzie. W dniu 19 czerwca 1941 roku został dowódcą 1 Armii, która ochraniała granice radziecko-chińską.
Po ataku Niemiec na ZSRR nadal pełnił funkcję dowódcy 1 Armii, która nie uczestniczyła w walkach, nadal ochraniając granicę ZSRR na Dalekim Wschodzie.
Zmarł w dniu 19 października 1942 roku w szpitalu w Ussyrujsku w wyniku choroby.

### Awanse
- kombrig (14 czerwca 1938)
- komdiw (4 listopada 1939)
- generał porucznik (4 czerwca 1940)

### Odznaczenia
- Order Czerwonego Sztandaru
- Medal jubileuszowy „XX lat Robotniczo-Chłopskiej Armii Czerwonej”